# دايفيد ليفينز
دايفيد ليفينز (بالإنجليزية: David Levine)‏ (و. 1926 – 2009 م) هو كاريكاتيري، وفنان، ورسام أمريكي، ولد في بروكلين، كان عضوًا في الأكاديمية الأمريكية للفنون والآداب، توفي في نيويورك، عن عمر يناهز 83 عاماً، بسبب سرطان البروستاتا.

## التعليم
تعلم في معهد برات
.

## جوائز
حصل على جوائز منها:
- جائزة جورج بولك  [لغات أخرى]‏ (1965)
- زمالة غوغنهايم